# 인포시크
인포시크(Infoseek) 또는 빅 옐로(big yellow)는 Steve Kirsch가 1994년 설립한 미국의 인터넷 검색 엔진이다.
인포시크는 원래 미국 캘리포니아주 서니베일의 인포시크 코퍼레이션(Infoseek Corporation)에서 운영하였다. 인포시크는 1999년 월트 디즈니 컴퍼니에 인수되었으며 이 기술은 디즈니가 인수한 스타웨이브와 합병하여 Go.com 네트워크가 설립되는 계기가 되었다.